# Wölferbütt
Wölferbütt ist ein Ortsteil der Stadt Vacha im südwestlichen Wartburgkreis in Thüringen.

## Geografie
Das Ortsgebiet umfasst eine Fläche von 4,60 km². Wölferbütt liegt etwa 400 m hoch am Fuße des Dietrichsberges in der Auersberger Kuppenrhön, etwa 45 Kilometer südwestlich von Eisenach. Zum Ortsteil Wölferbütt gehören noch die Ortschaften Mariengart und Masbach. Am 30. Juni 2009 wohnten 14 Einwohner im Ortsteil Masbach.

## Geschichte
Wölferbütt wurde das erste Mal am 31. August 786 in einer Schenkungsurkunde von Karl dem Großen an das Kloster Hersfeld als Steinfeld urkundlich erwähnt. Diesen Namen behielt das Dorf etwa bis zum Dreißigjährigen Krieg.
Im Jahr 1908 fand ein Bauer in der Wölferbütter Feldflur keltische Schmuckstücke und Werkzeuge, Hinweise auf eine sehr frühe Besiedlung. Am Dietrichsberg finden sich auch noch Wälle aus Basaltsteinen und terrassenförmig angelegte Felder. Diese stammen aber wahrscheinlich nicht aus keltischer Zeit, sondern wurden vermutlich von den hiesigen Bauern im Dreißigjährigen Krieg errichtet.
Mariengart wurde das erste Mal als Schalkeslohe erwähnt. 1339 wurde dort ein Servitenkloster gegründet, das 1368 nach Vacha verlegt wurde. Die Klostergebäude wurden 1525 im Bauernkrieg zerstört.
Heute stehen in Mariengart noch die Ruine einer Grabkapelle von 1676 und Reste einer Scheune des Klosters. Die Kapelle wurde für Kunigunde von Boineburg und Friedrich von Buttlar errichtet. 1704 brannte sie bei Reparaturarbeiten ab.
Masbach war früher ein ritterlicher Hof.
Zum 31. Dezember 2013 wurde der Ort in die Stadt Vacha eingegliedert.

### Sage
Laut einer Sage ist der heutige Ortsname auf folgendes Ereignis zurückzuführen:
Am Ende des Dreißigjährigen Krieges war die Not so groß, dass selbst die Wölfe hungerten. Deswegen wagte sich ein Wolf bis in das Dorf hinein, um etwas Fressbares in einem Fass (Bütte) zu finden. Dort fand ihn ein Bauer und erschlug ihn.
Vermutlich geht der Ortsname Wölferbütt auf einen Adeligen „Wolf von Buttlar“ zurück, der im 16. Jahrhundert größere Besitzungen in der Flur des Ortes hatte.

### Einwohnerentwicklung
Im Jahr 1955 lebten im Ort Wölferbütt 670 Einwohner.
Entwicklung der Einwohnerzahl:
| - 1995 – 462 - 2000 – 462 - 2005 – 433 - 2010 – 399 |

 Datenquelle: ab 1994 Thüringer Landesamt für Statistik – Werte vom 31. Dezember

## Kultur
In Wölferbütt wird jährlich in der ersten Septemberwoche in einem Festzelt am Dorfplatz Kirmes gefeiert. Es wird mit alten Trachten getanzt und vieles mehr. Von 1974 bis 1989 machten die im Ort stattfindenden Dorffestspiele und das Dorfensemble Wölferbütt das Dorf bekannt. Für die Auftritte im In- und Ausland und einige Fernsehproduktionen bekam das Dorfensemble den Kunstpreis.
Im Ort sind einige alte Fachwerkhäuser erhalten.

## Vereine
Sportverein SV „Wolf“ Wölferbütt, Landfrauenverein, Freiwillige Feuerwehr, Angelverein, Jagdgenossenschaft Wölferbütt, Schlachtverein, Motorradfreunde Wölferbütt, Imkerverein „Oberes Oechsetal“

## Wirtschaft und Infrastruktur
Die Gemeindeverwaltung ist in der alten Schule von 1913, der Kindergarten die „Kleinen Wölfe“ im ehemaligen Konsum untergebracht.

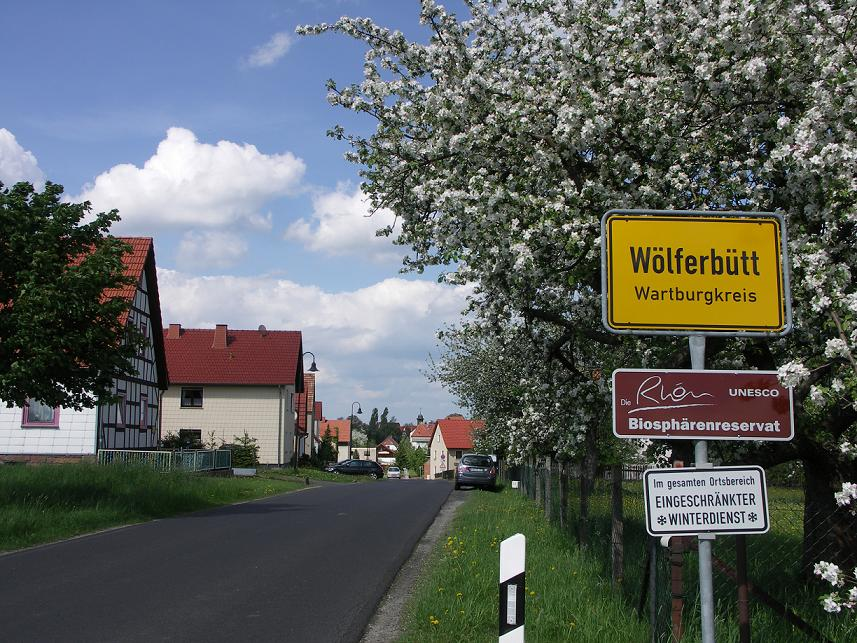
Ortseingang
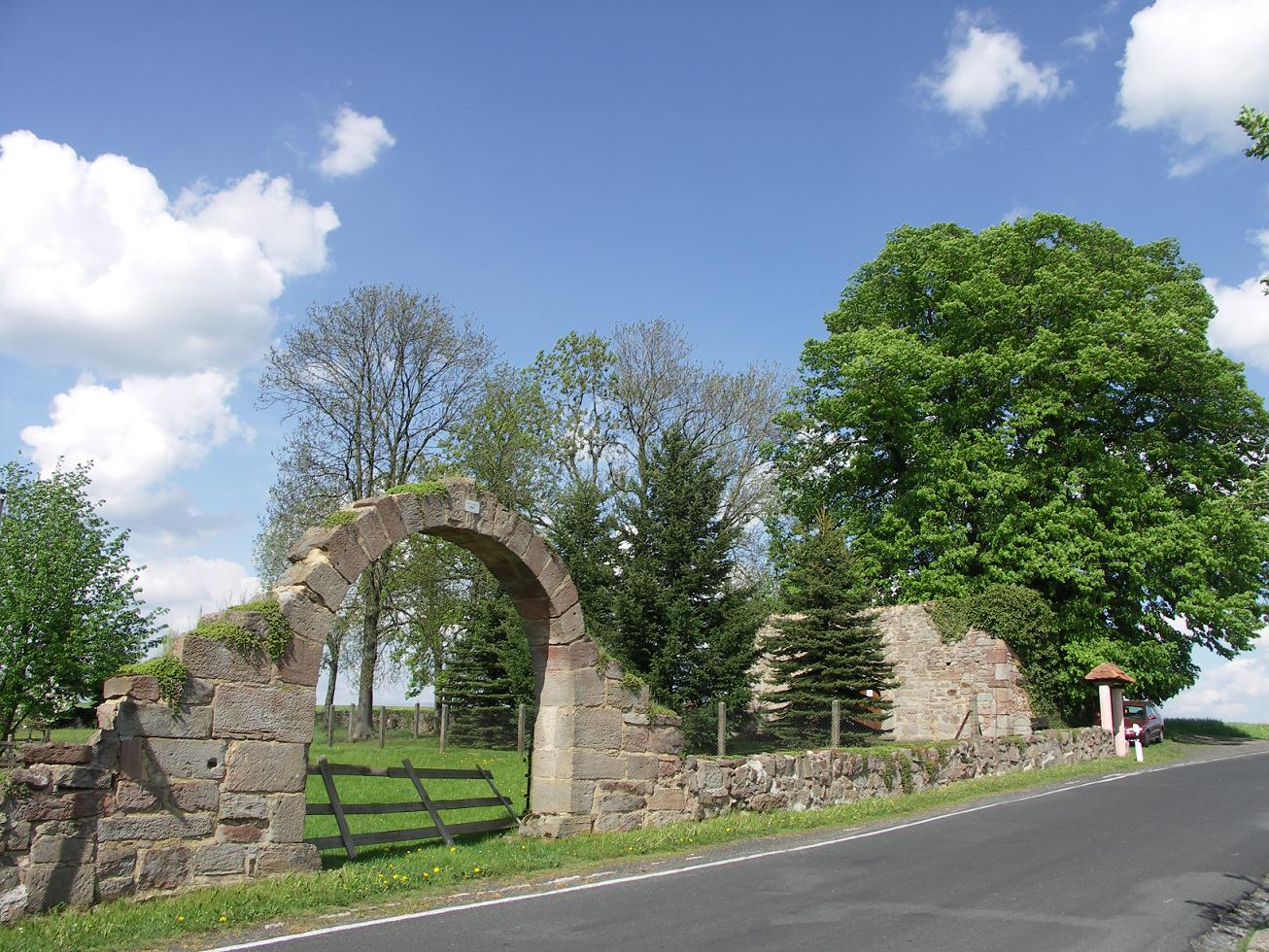
Ruine in Mariengart
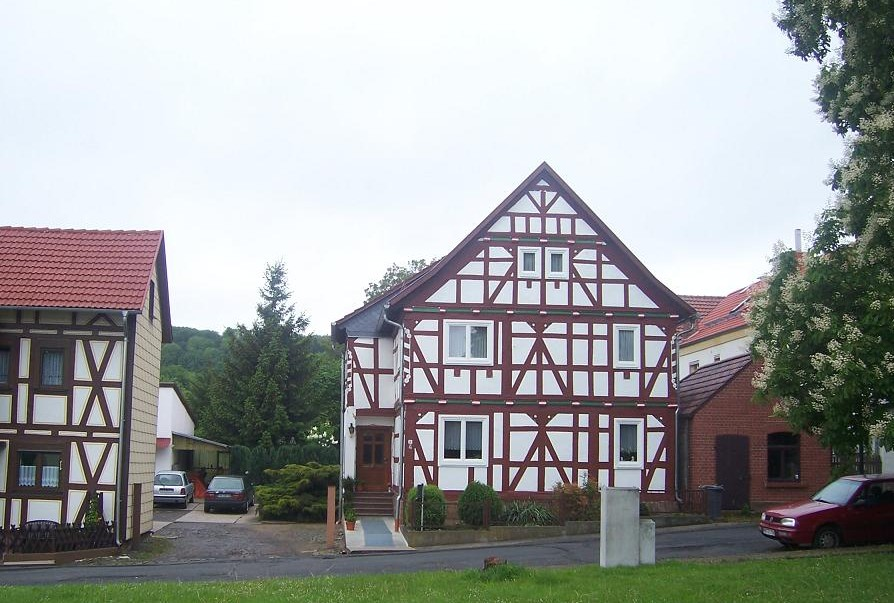
Fachwerkhaus und Backhaus am Dorfplatz
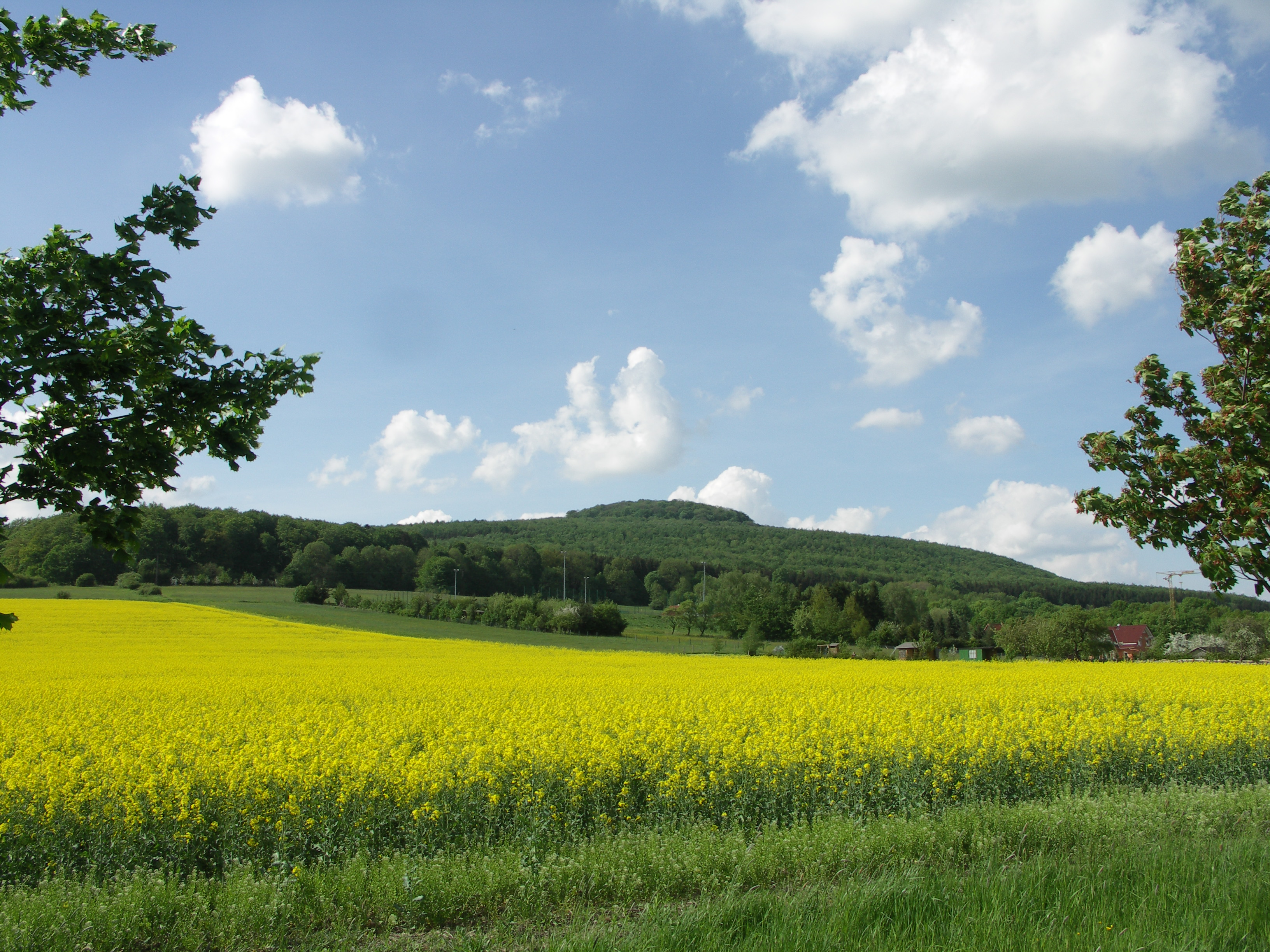
Dietrichsberg bei Wölferbütt
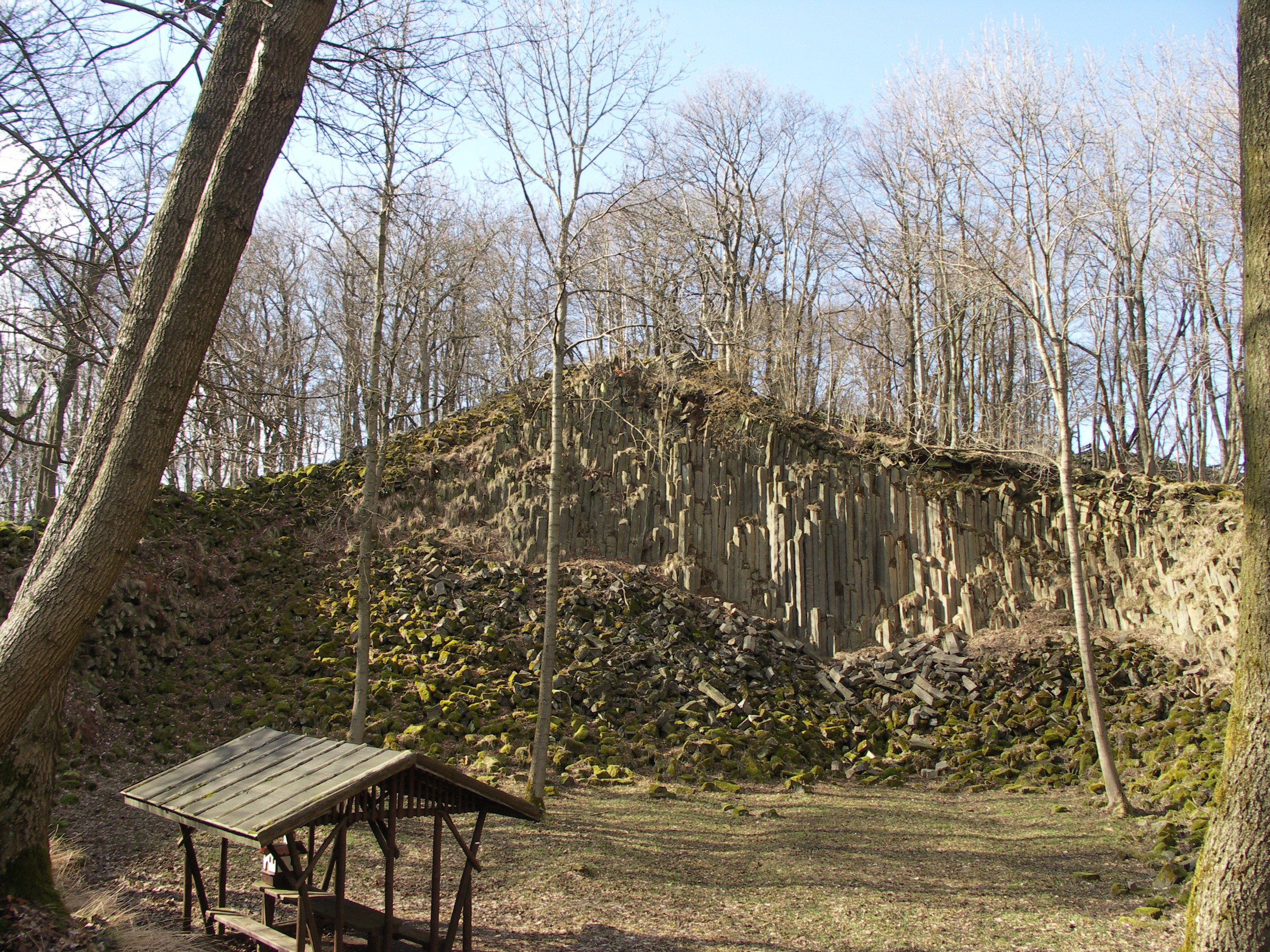
Säulenbruch am Dietrichsberg
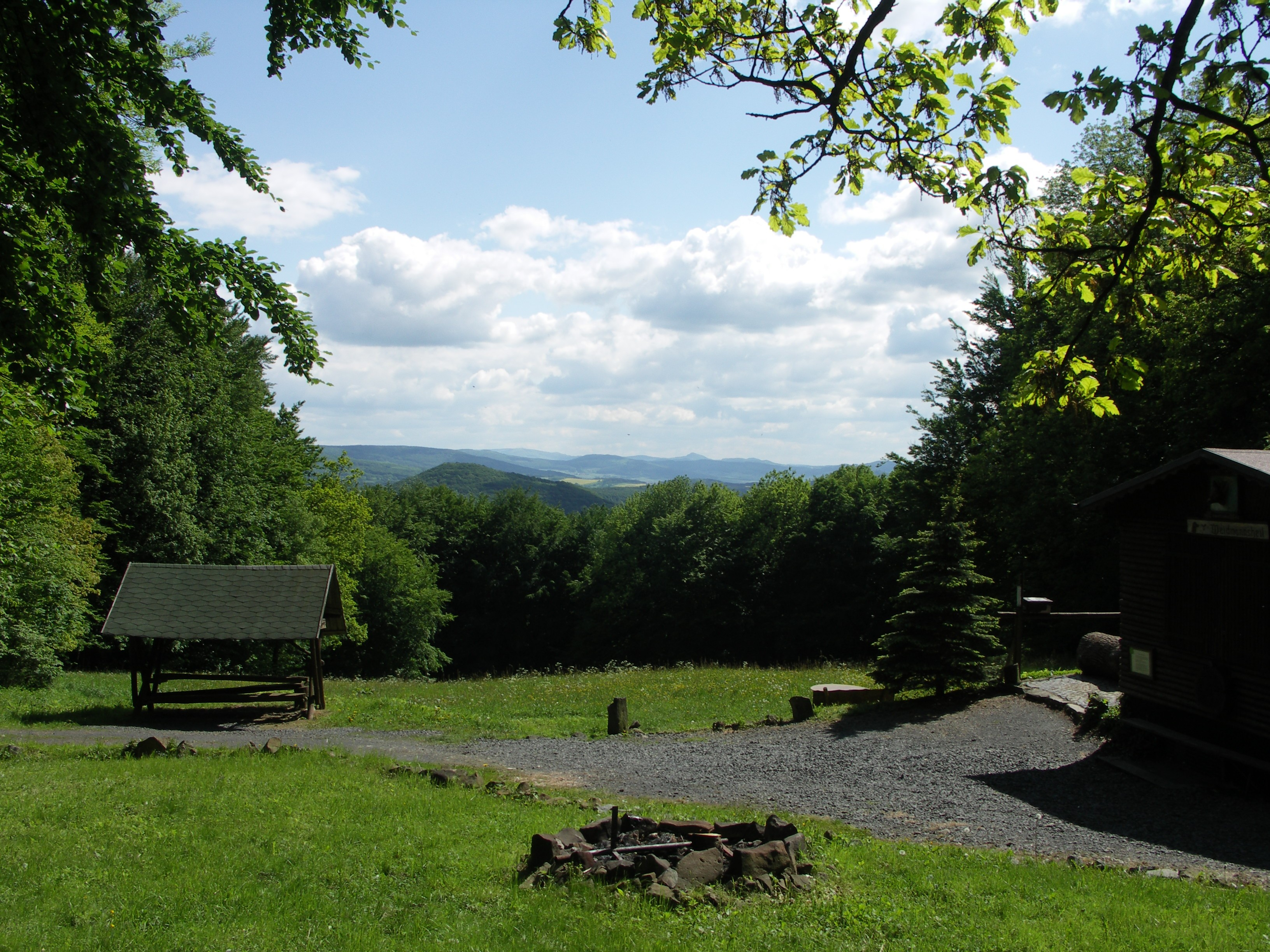
Große Wiese am Dietrichsberg
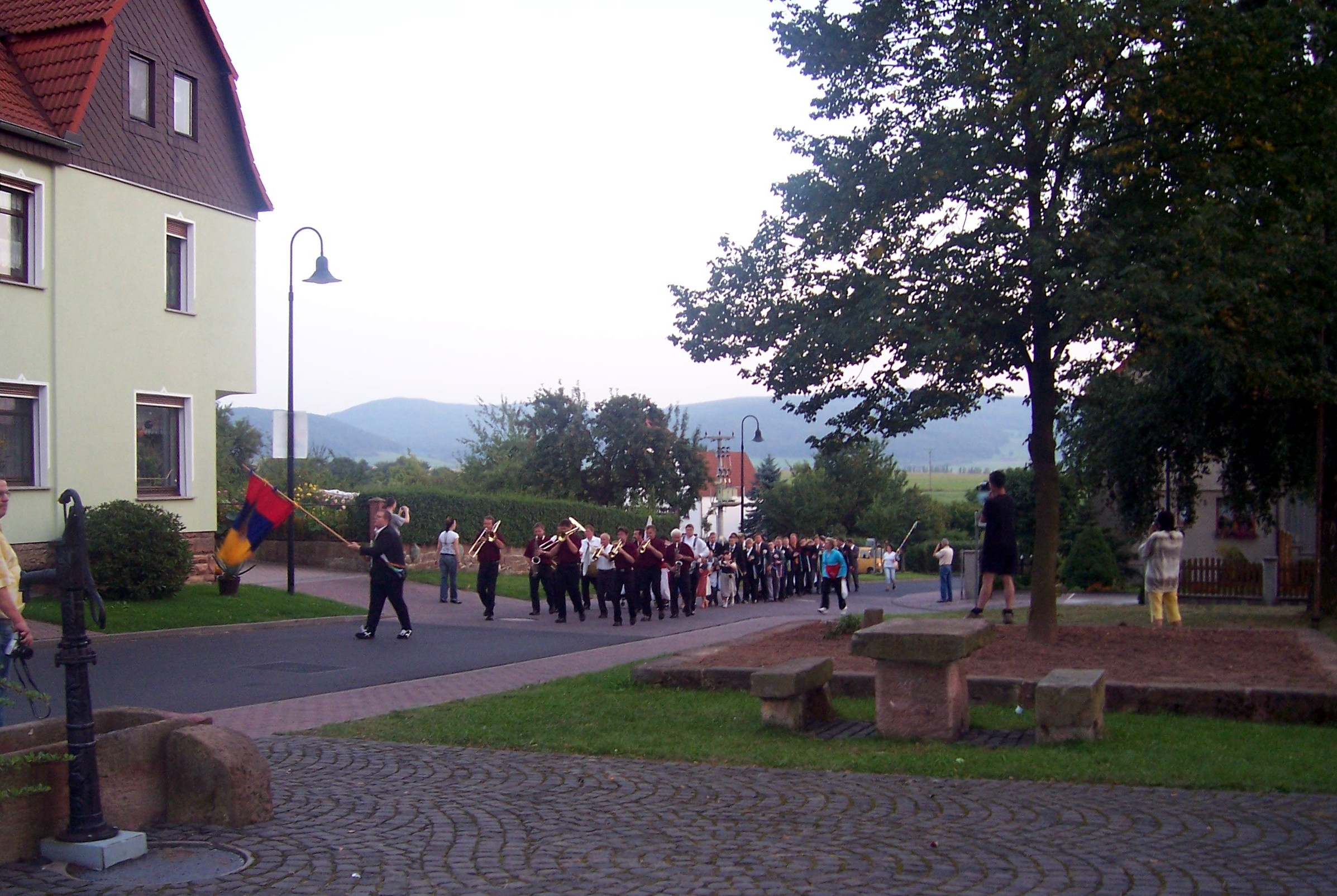
Kirmesumzug 2005
Kirmesumzug 2005

## Persönlichkeiten
In Wölferbütt wurde am 1. Dezember 1851 der Heimatdichter August Herbart geboren, nach dem die Dorfstraße benannt ist.